# Candy Costie
Candy Costie (Seattle, 12 de marzo de 1963) es una deportista estadounidense que compitió en natación sincronizada.
Participó en los Juegos Olímpicos de Los Ángeles 1984, obteniendo una medalla de oro en la prueba dúo. Ganó dos medallas de plata en el Campeonato Mundial de Natación de 1982.

## Palmarés internacional
| Juegos Olímpicos   | Juegos Olímpicos             | Juegos Olímpicos | Juegos Olímpicos |
| Año                | Lugar                        | Medalla          | Prueba           |
| ------------------ | ---------------------------- | ---------------- | ---------------- |
| 1984               | Los Ángeles (Estados Unidos) | Medalla de oro   | Dúo              |
| Campeonato Mundial |                              |                  |                  |
| Año                | Lugar                        | Medalla          | Prueba           |
| 1982               | Guayaquil (Ecuador)          | Medalla de plata | Dúo              |
| 1982               | Guayaquil (Ecuador)          | Medalla de plata | Equipo           |